# Irtványfalu
Az irtványfalu a középkori Magyarországon az a falu volt, amelyet egy soltész vezetésével telepítettek ritkán lakott, általában erdős területen. Szláv (szlovák) elnevezése lehota.
Ilyen falura utalnak a mai szlovák falunevekben előforduló lehota, poruba szavak vagy a német -hau végződés.
Magyarul az irtásfalu elnevezést is használják rá. Magyar vagy magyarosított településnevekben leggyakrabban a -vágás, -vágása, -szabadi, -szabadja végződések jelzik, a keleti területeken levő településnevekben -vágás, -vágása végződés a gyakori.

## Jellemzői
Az ilyen falvak általában az ország ritkán lakott részein jöttek létre, az ott jelentkező munkaerőhiány orvoslására. Az általában szükséges erdőirtás miatt kezdetben a falu nagy munkával is alig tudta megtermelni az életben maradáshoz szükséges élelmet, amíg néhány év elteltével azután a föld termőre nem fordult. Ezért, hogy sikerüljön telepeseket odacsalogatni, a kor általános paraszti jogállásához képest külön jogokban részesültek a betelepülő „vendégek” (hospesek). A még gyakori szolgaállapottal szemben szabad jogállásúak voltak.
A falvak lakói eleinte németek voltak, majd magyarok, szlovákok. Az irtásért 10–12 éves mentességet kaptak, azután pedig a pontosan – gyakran pénzben – meghatározott földesúri járadék növelte a jogbiztonságukat, valamint a jobbágytelkek szabad fogalma jellemezte őket (németjogú falvak).
A soltész és utódai az odaköltözőknél több kiváltságban részesültek. Ha a soltész városi polgár volt, külön kiváltság lehetett, hogy a soltész az országos jog helyett valamely város jogát használhatta.
A soltészfalvak két úton fejlődhettek tovább. Vagy megváltotta a soltészséget az azzal járó jogokkal és ilyenkor akár várossá fejlődhetett (Bártfa, Podolin), vagy a soltészek teljesen maguk alá vetették a falut és maguk a soltészek váltak nemessé (pl. a 15. század folyamán Trencsén megyében). Előfordult közbülső megoldás is (pl. Zsolna), amikor a falu megszabadult soltészeitől, de nem váltotta meg magát és így földesúri hatalom alatt maradt.